# Unidos do Acaracuzinho
Associação Cultural Escola de Samba Unidos do Acaracuzinho de Maracanaú é uma escola de samba da cidade de Maracanaú, Ceará. Suas cores são o vermelho e o branco. A entidade foi fundada como bloco em 1984, mas somente em 1994, dez anos depois, tornou-se escola de samba, com a denominação atual. Atualmente, participa do carnaval de Fortaleza, que ocorre na Avenida Domingos Olímpio.

## História
A agremiação foi fundada como um bloco carnavalesco por Raimundo Valdelírio, tendo sede em sua casa. A partir de 1994, passou a desfilar como escola de samba.
No ano de 2008, a escola desfilou, mas não houve competição em Fortaleza.
No Carnaval de 2010, foi derrotada, pela primeira vez, para a Unidos do Pajeú. No ano seguinte, foi novamente vice-campeã, perdendo por um ponto para a Mocidade da Bela Vista.

## Segmentos

### Presidentes
| Nome                | Mandato        | Ref.  |
| ------------------- | -------------- | ----- |
| Raimundo Valdelirio | ? - ?          | [ 4 ] |
| Gerúsia Gresia      | ? - atualidade | [ 4 ] |

### Presidentes de honra
| Nome                | Mandato        | Ref.  |
| ------------------- | -------------- | ----- |
| Raimundo Valdelirio | ? - atualidade | [ 4 ] |

### Diretores
| Ano  | Diretor de Carnaval | Diretor geral de harmonia | Mestre de bateria     | Ref.  |
| ---- | ------------------- | ------------------------- | --------------------- | ----- |
| 2014 |                     |                           | Damião                | [ 7 ] |
| 2017 |                     |                           | Paulinho - Atualmente |       |

### Coreógrafo
| Ano  | Nome         | Ref.  |
| ---- | ------------ | ----- |
| 2015 | Ênio Marques | [ 4 ] |
| 2016 |              |       |

### Casal de Mestre-sala e Porta-bandeira
| Ano  | Nome               | Ref.  |
| ---- | ------------------ | ----- |
| 2014 | Paulin e Ana Kelly | [ 8 ] |
| 2017 |                    |       |

### Rainhas de bateria
| Período | Rainha | Madrinha        | Ref.  |
| ------- | ------ | --------------- | ----- |
| 2016    |        | Lidiane Spinoza | [ 9 ] |
| 2017    |        |                 |       |

## Carnavais
| Ano  | Colocação   | Grupo | Enredo                                                                                                 | Carnavalesco | Intérprete | Ref.          |
| ---- | ----------- | ----- | --- | ------------ | ---------- | ------------- |
| 1999 |             | 1     | Amazônia, Mãe natureza                                                                                 |              |            | [ 10 ]        |
| 2000 |             | 1     | Brasil na Idade do Ouro                                                                                |              |            | [ 10 ]        |
| 2001 | Campeã      | 1     | Magia da sorte                                                                                         |              |            | [ 10 ]        |
| 2002 | Vice-Campeã | 1     | Alô, alô Carnaval                                                                                      |              |            | [ 10 ]        |
| 2003 | Campeã      | 1     | |              |            | [ 10 ]        |
| 2004 | Campeã      | 1     | |              |            | [ 10 ]        |
| 2005 | Campeã      | 1     | Guaraná - o fruto do amor, uma lenda dos Maués                                                         |              |            | [ 10 ]        |
| 2006 | Campeã      | 1     | Sou Maracanã                                                                                           |              |            | [ 10 ]        |
| 2008 | Campeã      | Único | Nordeste: o Brasil nasceu aqui!                                                                        | Clésia Maria |            |               |
| 2009 |             |       | | Clésia Maria |            |               |
| 2010 | Vice-campeã |       | | Clésia Maria |            |               |
| 2011 | Vice-campeã | Único | Juazeiro 100 anos de Fé e Oração Compositores:Chico do Cavaco e Devid Pagode                           | Clésia Maria |            | [ 11 ]        |
| 2013 | Campeã      | Único | Paixão Nacional – Futebol, Alegria e Carnaval                                                          | Clésia Maria |            | [ 12 ] [ 13 ] |
| 2014 | Campeã      | Único | Para sempre o maior do humor: “Corta. Valeu Chico. Que bom que valeu!”                                 | Clésia Maria |            |               |
| 2015 | Campeã      | Único | A festa do Boi – A lenda viva do folclore brasileiro                                                   | Clésia Maria |            | [ 4 ] [ 14 ]  |
| 2016 | Campeã      | Único | Fortaleza - Memórias em Pedra e Bronze Compositores: Fernando do Cavaco e Luis Carlos Lee "Mestre Lee" | Clésia Maria |            | [ 15 ]        |
| 2017 | Campeã      | Único | Muito prazer... Pode me chamar de Samba                                                                | Clésia Maria |            |               |
| 2018 | Campeã      | Único | Meu Pedido Final. Daqui vou tá espiando minha escola perdendo ou ganhando mais um carnaval             | Clésia Maria |            |               |